# Turkisk ginst
Turkisk ginst (Genista lydia) är en ärtväxtart som beskrevs av Pierre Edmond Boissier. Den turkiska ginsten ingår i släktet ginster, och familjen ärtväxter.

## Utbredning
Artens inhemska utbredningsområde sträcker sig över Grekland, Turkiet, forna Jugoslavien, Bulgarien, Libanon och Syrien. Arten har även introducerats i Storbritannien.

## Underarter
Arten delas in i följande underarter:
- G. l. antiochia
- G. l. lydia